# 拉利特普尔 (印度)
拉利特普尔（Lalitpur），是印度北方邦Lalitpur县的一个城镇。总人口111810（2001年）。

## 人口
该地2001年总人口111810人，其中男性58901人，女性52909人；0—6岁人口17424人，其中男9270人，女8154人；识字率64.65%，其中男性为72.58%，女性为55.81%。